# Sokole Okno
Sokole Okno – jaskinia, a właściwie schronisko, w Dolinie Kościeliskiej w Tatrach Zachodnich. Ma dwa otwory wejściowe położone w południowo-wschodniej ścianie Raptawickiej Turni, powyżej Szczeliny nad Mylną, na wysokości 1200 metrów n.p.m. Jaskinia jest pozioma, a jej długość wynosi 6 metrów.

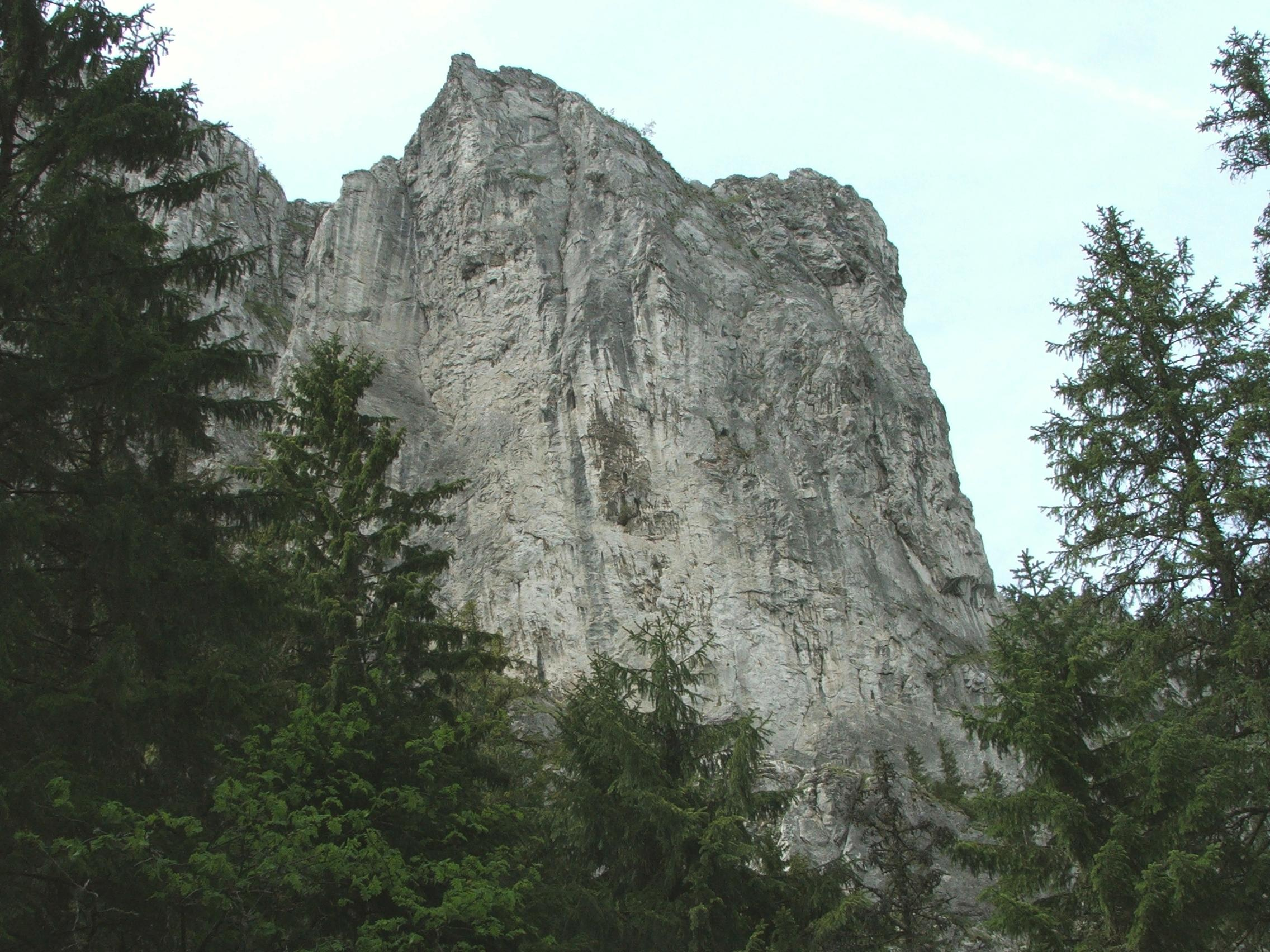
Południowo-wschodnia ściana Raptawickiej Turni

## Opis jaskini
Jaskinia składa się z dwóch poziomych korytarzyków zaczynających się w niewielkich otworach wejściowych położonych obok siebie i łączących się w jeden, również poziomy, korytarz. Zwęża się on po kilku metrach w szczelinę nie do przejścia.

## Przyroda
W jaskini brak jest nacieków i roślinności.

## Historia odkryć
Jaskinię odkryli J. Kiełkowski i A. Skwierczyński podczas wspinaczki ścianą Raptawickiej Turni w 1966 roku. Pierwszy jej plan i opis sporządził B. Uchmański w 1968 roku.